# Илия Булев
Илия Николов Булев е български поет, писател и публицист.

## Биография и творчество
Илия Булев е роден на 19 ноември 1883 г. в село Стежерово, Свищовско. Завършва Педагогическата гимназия в Шумен. Работи като учител в Свищов и София.
Първите му стихотворения са издадени в списанията „Просвета“, „Летописи“, „Художник“. Пише символистични стихотворения, които са публикувани в списанията „Листопад“, „Бисери“, „Из нов път“. Негови творби са включени в „Българска антология“ с редактори Димитър Подвързачов и Димчо Дебелянов.
Участва в съставянето на различни учителски, ученически и детско-юношески издания („Педагогическа практика“, „Венец“, „Детски живот“, „Просветно единство“, „Светулка“, „Другарче“ и др.).
Участва в Първата световна война като запасен подпоручик. За отличия и заслуги през втория период на войната е награден с орден „За заслуга“.
Автор е на биографична книга за писателя Илия Р. Блъсков.
Илия Булев умира на 16 април 1966 г. в София.

## Произведения
- Илия Р. Блъсков (1934) – биография